# Нейросексизм
Нейросексизм — теоретически предполагаемое наличие предвзятости в направлениях нейробиологии половых различий, ведущее к укреплению бинарных гендерных стереотипов и являющееся формой сексизма. Термин был придуман в 2008 году британским учёным и феминисткой Корделией Файн, а затем популяризирован в ее книге 2010 года «Гендерные заблуждения: настоящая наука, стоящая за половыми различиями». В настоящее время эта концепция широко используется критиками нейробиологии половых различий в нейробиологии, нейроэтике и философии. 
Другая британская феминистка и нейробиолог Джина Риппон в качестве типичного проявления нейросексизма назвала стереотип о том, что «мужчины более логичны, а женщины лучше владеют языками или воспитанием».
Главным критерием критики привязки особенностей человека к полозависимым особенностям мозга является факт наличия нейропластичности, которой сторонники теории нейросексизма стараются объяснить особенности в различии полов, связанных с мозгом. Какая-либо связь полозависимых врождённых и генетически определяемых особенностей мозга человека с прочими особенностями людей при этом отвергается. Оппоненты данной теории приводят как аргументы невнимательность сторонников теории к научным исследованиям, политизированность утверждений и игнорирование новейших научных исследований, напрямую доказывающих существование связи между полозависимыми особенностями мозга и прочими особенностями человека. Как сказал британский учёный Саймон Барон-Коэн, «В конечном счете, для меня самой большой слабостью утверждения Файн о нейросексизме является ошибочное смешение науки с политикой».

## Определение
Нейробиолог Джина Риппон определяет нейросексизм следующим образом: «Нейросексизм — это практика утверждения о наличии фиксированных различий между женским и мужским мозгом, которые могут объяснить неполноценность женщин или их непригодность для определенных ролей». Например, «это включает в себя такие вещи, как то, что мужчины более логичны, а женщины лучше разбираются в языках или заботятся о себе». 
Файн и Риппон вместе с Дафной Джоэл заявляют, что «цель критического исследования не в том, чтобы отрицать различия между полами, а в том, чтобы обеспечить полное понимание результатов и значения любого конкретного отчета». Многие из вопросов, которые они обсуждают в поддержку своей позиции, являются «серьезными вопросами для всех областей поведенческих исследований», но они утверждают, что «в исследованиях половых/гендерных различий... они часто бывают особенно острыми». Таким образом, тема нейросексизма тесно связана с более широкими дебатами о научной методологии, особенно в науках о поведении.

## История
История науки знает немало примеров того, как ученые и философы делали выводы об умственной неполноценности женщин или их неспособности к определенным задачам на основании предполагаемых анатомических различий между мужским и женским мозгом. В конце XIX века Джордж Дж. Романес использовал разницу в среднем весе мозга между мужчинами и женщинами, чтобы объяснить «заметную неполноценность интеллектуальных способностей» последних. Если бы не сексистское фоновое предположение о мужском превосходстве, здесь нечего было бы объяснять.
Несмотря на эти исторические псевдонаучные исследования, Becker et al. утверждают, что «десятилетиями» научное сообщество воздерживалось от изучения половых различий. Ларри Кэхилл утверждает, что сегодня в научном сообществе широко распространено убеждение, что половые различия не имеют значения для значительной части биологии и неврологии, за исключением объяснения репродукции и работы репродуктивных гормонов.
Хотя откровенно сексистские заявления, возможно, больше не имеют места в научном сообществе, Корделия Файн, Джина Риппон и Дафна Джоэл утверждают, что аналогичные модели рассуждений все еще существуют. Они утверждают, что многие исследователи, заявляющие о гендерных различиях мозга, не могут предоставить достаточных оснований для своей позиции. Философы науки, которые верят в свободный от ценностей нормативный стандарт науки, находят практику нейросексизма особенно проблематичной. Они считают, что наука должна быть свободна от ценностей и предубеждений, и утверждают, что только эпистемические ценности могут играть законную роль в научных исследованиях. Однако, вопреки идеалу, лишенному ценности, Хизер Дуглас утверждает, что «наука, свободная от ценностей, — это неадекватная наука».